# 난고촌 (이시카와현)
난고촌(南郷村)은 이시카와현 에누마군에 설치되었던 촌이다.